# ريسلي (بيدفوردشير)
ريسلي (بالإنجليزية: Riseley, Bedfordshire)‏ هي قرية وأبرشية مدنية تقع في المملكة المتحدة في إنجلترا.